# Upper Caldecote
Upper Caldecote est un village anglais situé dans le Central Bedfordshire.